# Montpelier, Ohio
Montpelier är en ort i Williams County i delstaten Ohio, USA.